# Motor dianteiro, tração dianteira

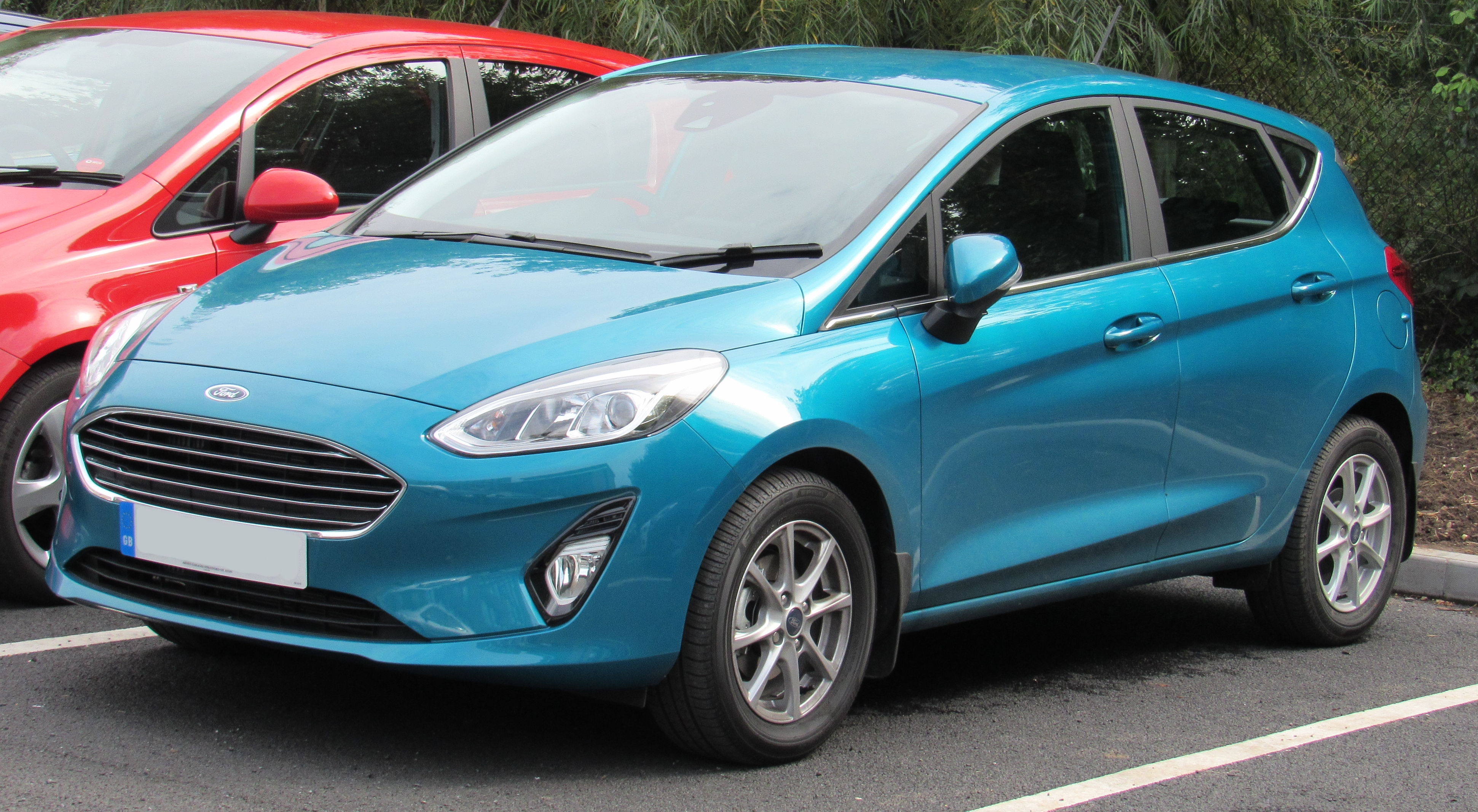
Ford Fiesta, exemplo de carro com motor dianteiro e tração dianteira.

O motor dianteiro, tração dianteira, ou FF (em inglês: front-engine, front-wheel-drive) no desenho automotivo refere-se a quando tanto o motor, quanto a transmissão estão posicionados na frente do veículo.
O motor pode estar alocado em duas diferentes posições em relação ao eixo das rodas: de forma transversal, longitudinal.
- Motor dianteiro transversal, tração dianteira (FF-T)
- Motor dianteiro longitudinal, tração dianteira (FF-L)